# .net
.net је Највиши Интернет домен. Један је од првих шест највиших интернет домена и у употреби је од 1985.године. У почетку је био додјељиван искључиво веб сајтовима разних мрежа ISP компанијама, а ускоро, због великог интересовања и развоја Интернета, прешао је у масовну употребу и аутоматски начин куповања домена, што значи да нису потребна стриктна одобрења приликом куповања.